# Ken Caillot
Pour les articles homonymes, voir Caillot.
 Ken Caillot, né le 29 avril 1998 à Bourg-Saint-Maurice, est un skieur alpin français.

## Biographie

### Débuts
Il dispute sa première épreuve de Coupe d'Europe en janvier 2016 dans le slalom de Val Cenis. En février 2016, il dispute les jeux olympiques de la jeunesse d'hiver à Lillehammer dans les 4 disciplines où il se classe à chaque fois dans le top-20. Il y prend notamment la 9e place en slalom et la 11e en descente. En mars 2016, il devient Vice-champion de France U18 (moins de 18 ans) de descente à Mégève.

En février 2018, il participe à ses premiers championnats du monde juniors (moins de 21 ans) à Davos. En mars, il devient Champion  de France U21 (moins de 21 ans) de descente à Châtel.

### Saison 2018-2019
Il intègre l'équipe de France B pour la saison 2018-2019.
En février 2019, pour ses seconds Championnats du monde juniors (moins de 21 ans), à Val di Fassa en Italie, il prend la 10e place en super G et la 11e place en descente. En mars, il devient Champion  de France U21 (moins de 21 ans) de descente pour la deuxième année consécutive , à Auron Juniors .

### Saison 2019-2020
En décembre, il marque ses premiers points en Coupe d’Europe dans le super G de Zinal.
Puis en janvier il obtient son premier top-10 en Coupe d’Europe en en prenant la  6e place de la descente de Wengen , suivi par une très bonne 4e place dans la descente d’Orcières.
Fin janvier il participe à son premier entrainement de Coupe du monde de descente à Garmisch-Partenkirchen .
Le 28 février, il décroche son premier podium en Coupe d’Europe en prenant une remarquable 3e place dans la descente de Kvitfjell .
Sa saison prend fin début mars en raison de l’arrêt des compétitions de ski dû à la pandémie de maladie à coronavirus.
Il prend une excellente 7e place du classement général de la Coupe d'Europe de descente, notamment grâce à 4 tops-10 réalisés dans cette spécialité.

### Saison 2023-2024
Cette saison, il ne fait plus partie des groupes fédéraux et il s'entraine au sein de la structure privée Geronimo.
Il fait un bon début de saison avec 4 tops-15 en coupe d'Europe dont une 8e place dans la descente de Tarvisio fin janvier. Ces résultats lui permettent de décrocher sa première sélection en coupe du monde . Il crée la sensation en remportant le deuxième entrainement de la descente de coupe du monde de Kvitfjell le 16 février. Il termine la descente et le super G de Kvitfjell aux portes des points avec une 32e et une 33e place. Fin mars, il prend une bonne 5e place dans la descente des finales de coupe d'Europe à Kvitfjell.

### Saison 2024-2025
A partir du moi de janvier 2025, il dispute 9 épreuves de coupe du monde (dont la Streif pour la première fois), mais ne parvient pas à y marquer des points.
En coupe d'Europe il obtient un nouveau podium en se classant second de la descente de Santa Caterina fin janvier 2025,. Début avril, aux championnat de France à Méribel, il se classe 4e de la descente à un dixième de seconde du podium.

## Palmarès[13]

### Coupe du monde
- 11 épreuves disputées (à fin mars 2025)

### Championnats du monde junior
| Édition / Épreuve          | Descente | Super G | Slalom géant | Slalom | Combiné |
| Mondiaux 2018 Davos        | Abandon  | Abandon | -            |        | -       |
| Mondiaux 2019 Val di Fassa | 11e      | 10e     | -            | -      | 31e     |

### Jeux olympiques de la jeunesse d'hiver
| Édition/Epreuve      | Super G | Géant | Slalom | Super-Combiné |
| JOJ 2016 Lillehammer | 11e     | 20e   | 16e    | 9e            |

### Coupe d'Europe
123 épreuves disputées (à fin mars 2025)
8 tops-10 dont 2 podiums :
- 2e de la descente d'Orcières-Merlette le 31 janvier 2025
- 3e de la descente de Kvitfjell le 28 février 2020

#### Classements
| Saison / Épreuve | Saison / Épreuve | Général | Général | Descente | Descente | Super G | Super G | Géant  | Géant  | Slalom | Slalom | Combiné | Combiné |
| ---------------- | ---------------- | ------- | ------- | -------- | -------- | ------- | ------- | ------ | ------ | ------ | ------ | ------- | ------- |
| Saison / Épreuve | Saison / Épreuve | Class.  | Points  | Class.   | Points   | Class.  | Points  | Class. | Points | Class. | Points | Class.  | Points  |
| 2020             | 2020             | 28e     | 221     | 7e       | 198      | 49e     | 16      | -      | -      | -      | -      | 41e     | 7       |
| 2021             | 2021             | 129e    | 38      | 31e      | 38       | -       | -       | -      | -      | -      | -      | -       | -       |
| 2022             | 2022             | 140e    | 35      | -        | -        | 35e     | 35      | -      | -      | -      | -      | -       | -       |
| 2023             | 2023             | 142e    | 34      | 41e      | 26       | 65e     | 8       | -      | -      | -      | -      | -       | -       |
| 2024             | 2024             | 42e     | 77      | 13e      | 161      | 19e     | 16      | -      | -      | -      | -      | -       | -       |
| 2025             | 2025             | 65e     | 149     | 16e      | 123      | 48e     | 26      | -      | -      | -      | -      | -       | -       |

### Championnats de France

#### Élite
| Édition / Epreuve                             | Descente | Super-G | Slalom géant | Slalom | Super combiné |
| --------------------------------------------- | -------- | ------- | ------------ | ------ | ------------- |
| Championnats 2015 Tignes/Serre-Chevalier      | -        | 34e     | -            | -      | -             |
| Championnats 2016 Les Menuires                | Abandon  | 29e     | -            | -      | 16e           |
| Championnats 2017 Val Thorens/Lélex           | -        | 22e     | -            | -      | 20e           |
| Championnats 2018 Châtel                      | 9e       | 21e     | -            | -      | Abandon       |
| Championnats 2019 Auron                       | 8e       | 17e     | -            | -      | 18e           |
| Championnats 2020 Val Thorens                 | annulée  | annulé  | annulé       | annulé | annulé        |
| Championnats 2021 Châtel / Saint-Jean-d'Aulps | 16e      | 16e     | 45e          | -      | Abandon       |
| Championnats 2022 Auron / Isola 2000          | 8e       | 14e     | 34e          | -      | 13e           |
| Championnats 2023 Les Orres                   | Abandon  | 17e     | -            | -      | Abandon       |
| Championnats 2025 Méribel                     | 4e       | 9e      | -            | -      | -             |

#### Jeunes
2 titres de Champion de France

##### Juniors U21 (moins de 21 ans)
2019 à Auron :
- Champion de France de descente

2018 à Châtel :
- Champion de France de descente

##### Cadets U18 (moins de 18 ans)
2016 à Mégève :
- Vice-champion de France de descente